# Gleby śródstrefowe
Gleby śródstrefowe (intrazonalne) gleby zajmujące małe obszary w danej strefie, powstają pod wpływem specyficznej skały macierzystej lub specyficznych warunków wodnych panujących na danym obszarze. Do gleb śródstrefowych zaliczamy: mady rzeczne, marsze, gleby torfowe, czarne ziemie, rędziny, terra rossa, tufy wulkaniczne, sołonczaki.
- Mady - powstają w wyniku osadzania ilastych i organicznych substancji podczas wylewów rzek. Występują w dolinach rzek i na obszarach delt. Są żyzne i bogate w próchnicę.
- Rędziny - tworzą się na podłożu wapiennym, głównie w klimatach umiarkowanych. Są płytkie, ale zasobne w próchnicę, urodzajne, ale trudne do uprawy. Na obszarach klimatu śródziemnomorskiego tworzą odmianę o mniejszej zawartości próchnicy, tzw. terra rossa.
- Czarne ziemie - występują na obszarach pobagiennych, przy obniżonym poziomie wód gruntowych, na terenach zanikających jezior. Posiadają poziom próchniczny o dużej miąższości, są bardzo żyzne, ale trudne do uprawy.
- Gleby bagienne - powstają na bagnach. Charakteryzują się dużą ilością substancji organicznej, najczęściej słabo rozłożonej. Są mało urodzajne, nawet po osuszeniu.